# 五十嵐定義
五十嵐定義（いがらしさだよし）は、日本の建築構造学者。大阪大学名誉教授。
2000年、日本建築学会賞大賞を受賞。2008年、瑞宝中綬章を受章。
著書に『鉄骨構造学』（朝倉書店）など。